# Augosoma centaurus
Augosoma centaurus är en skalbaggsart som beskrevs av Fabricius 1775. Augosoma centaurus ingår i släktet Augosoma och familjen Dynastidae. Inga underarter finns listade.

## Bildgalleri

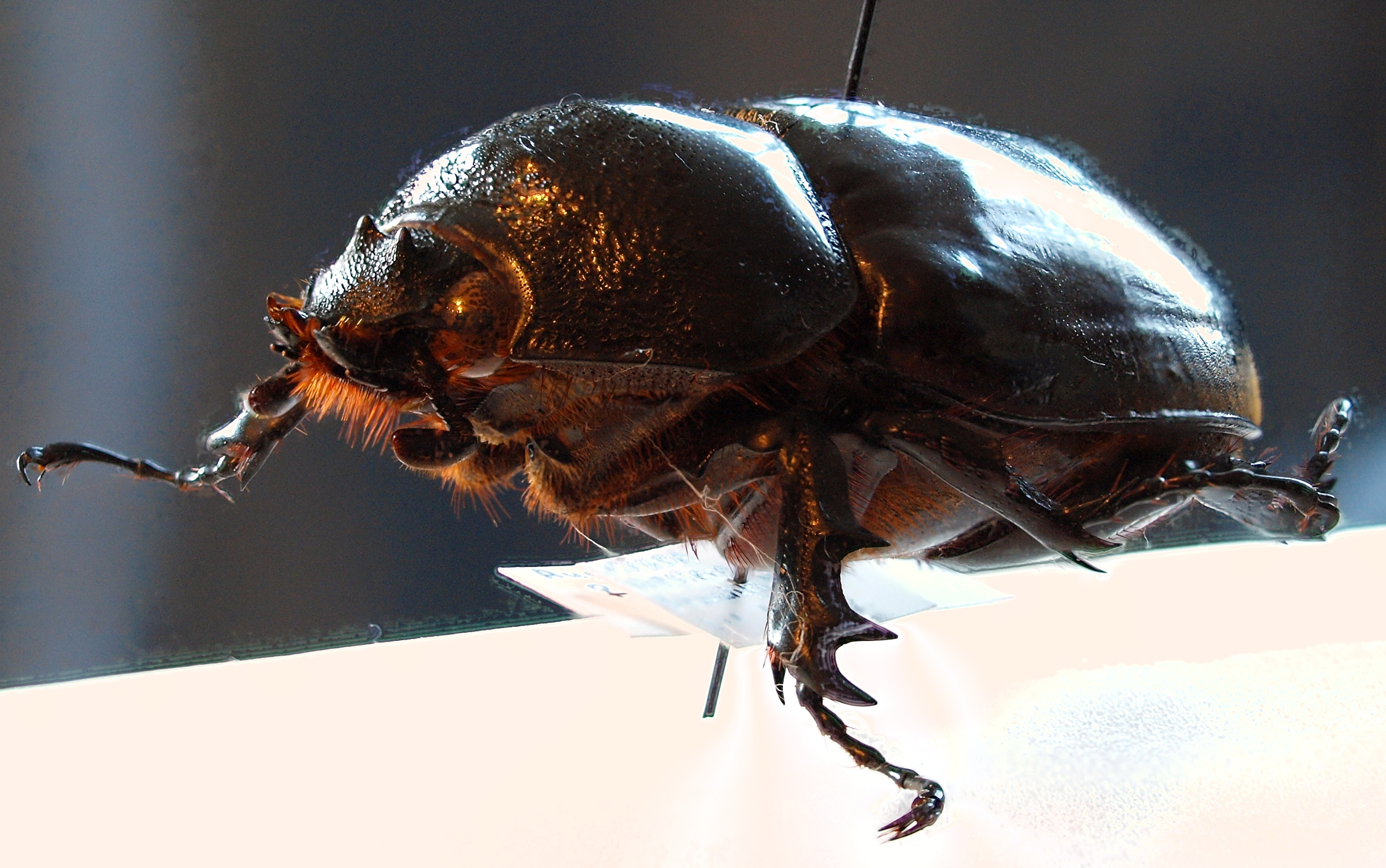
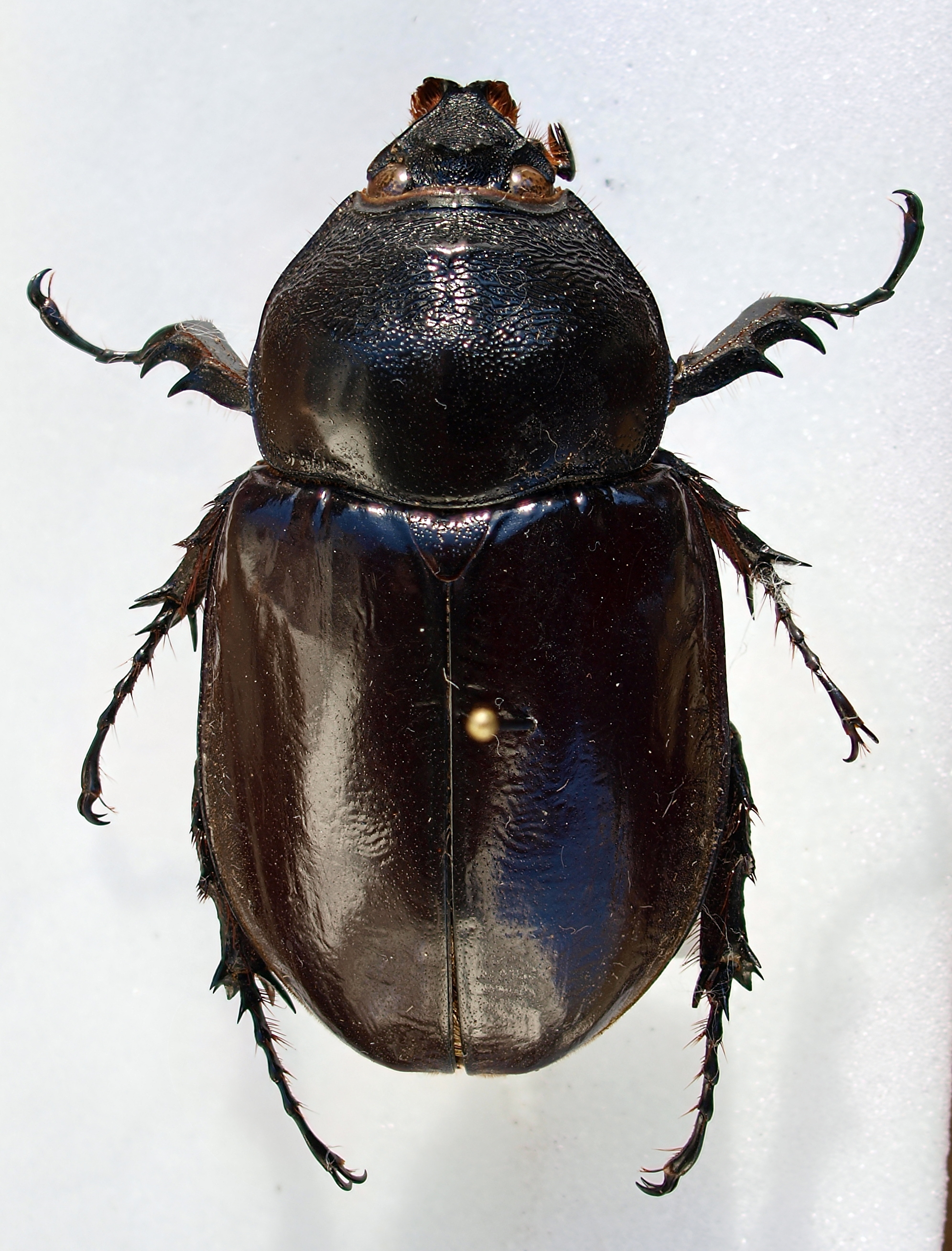
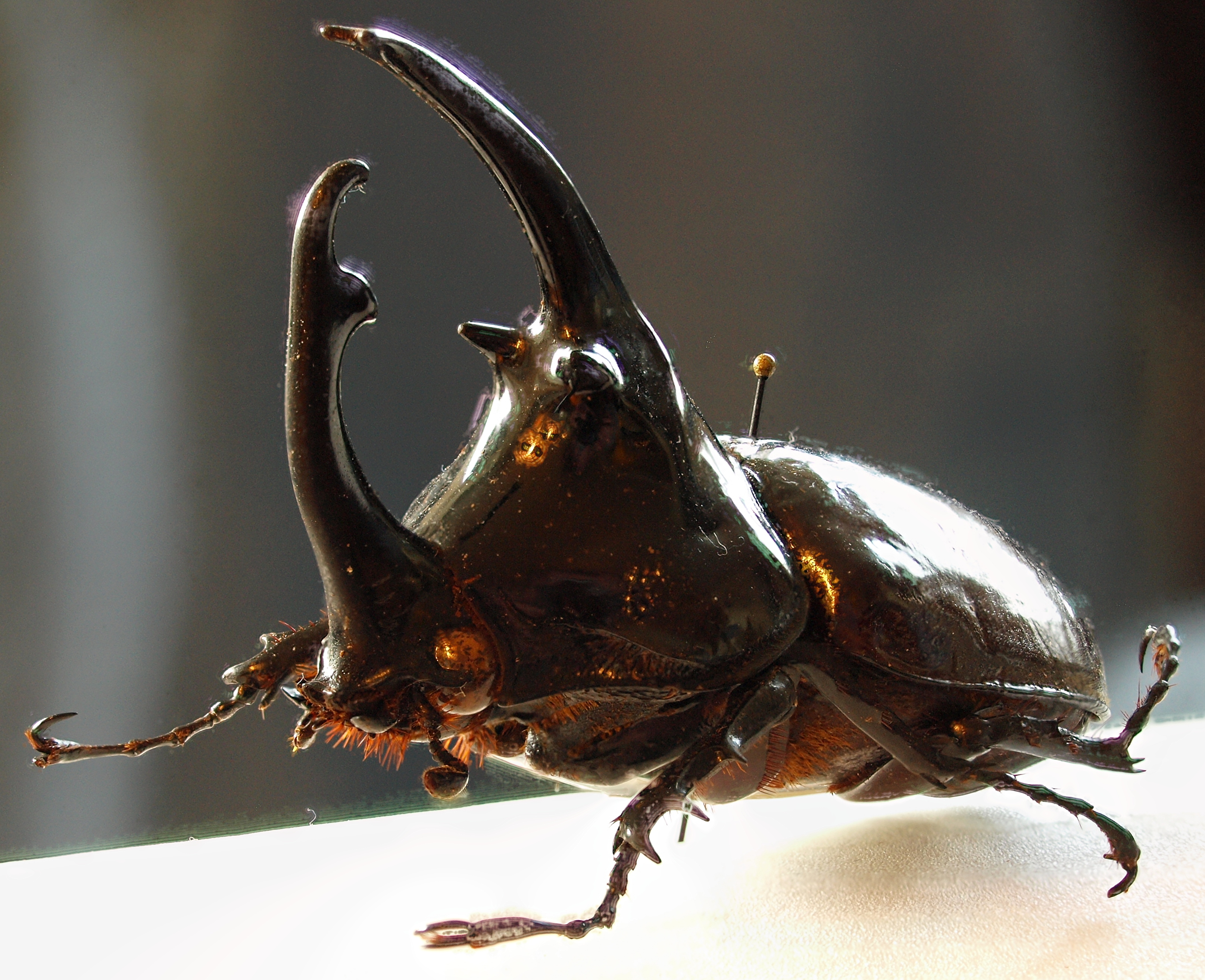
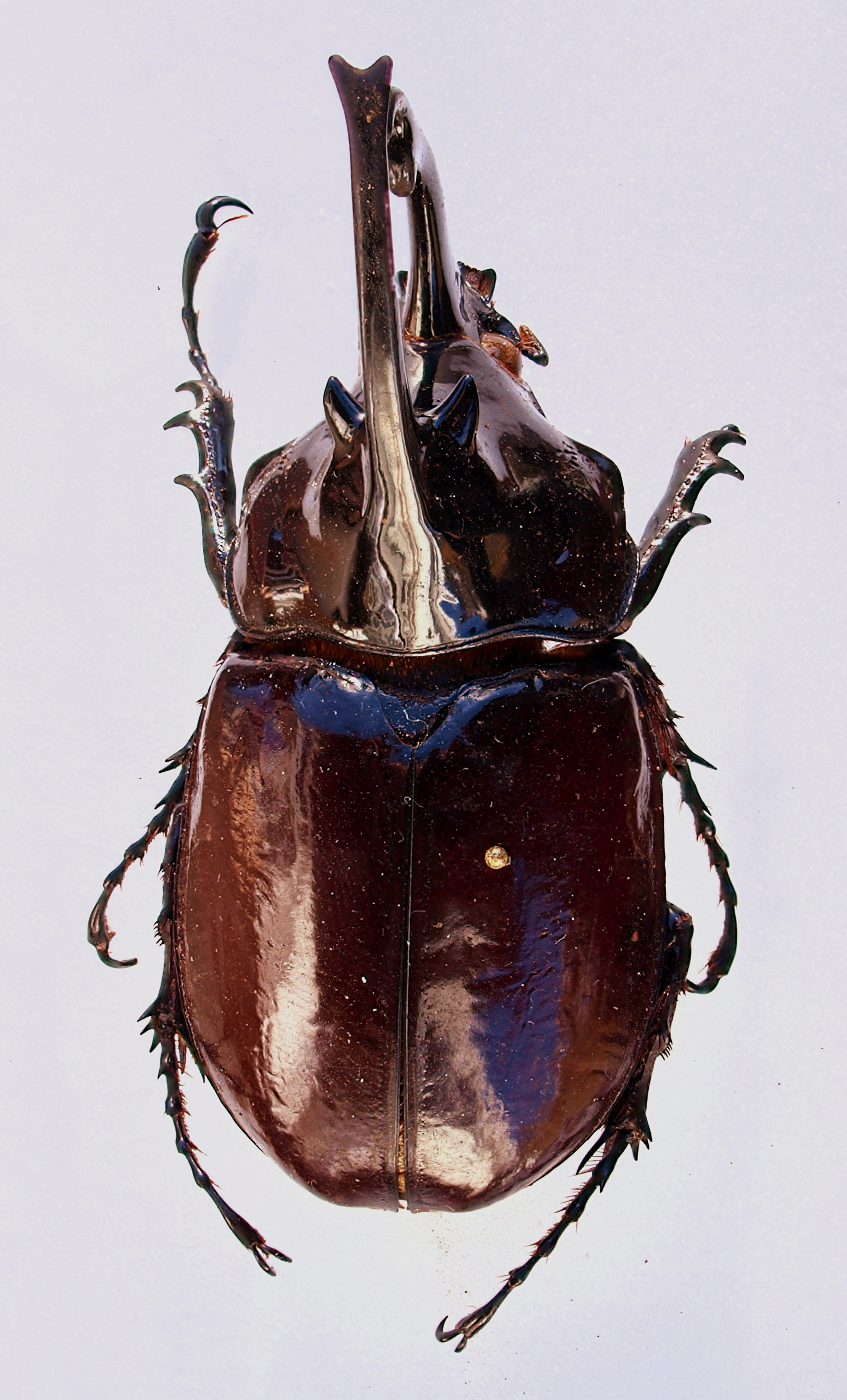
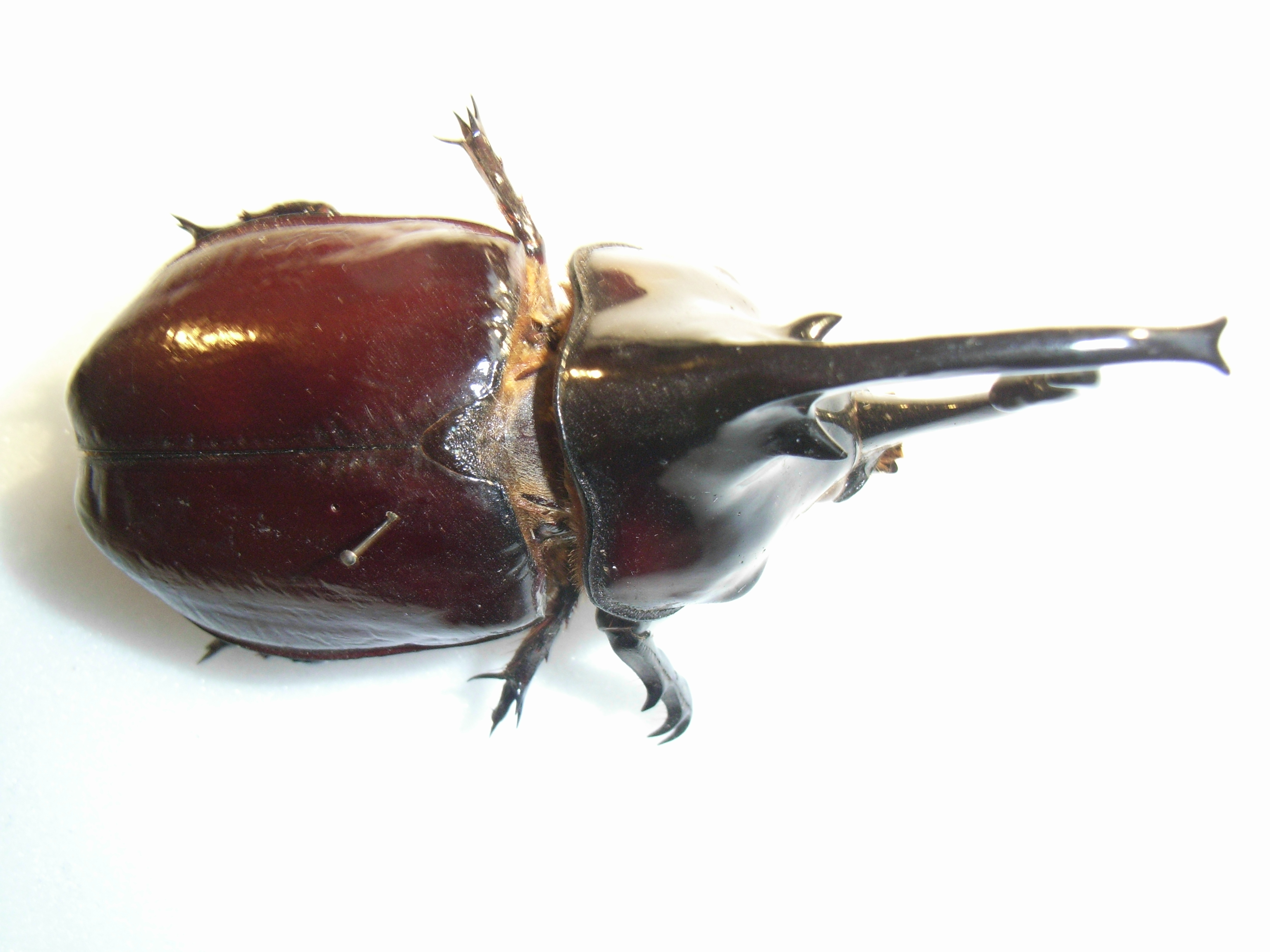
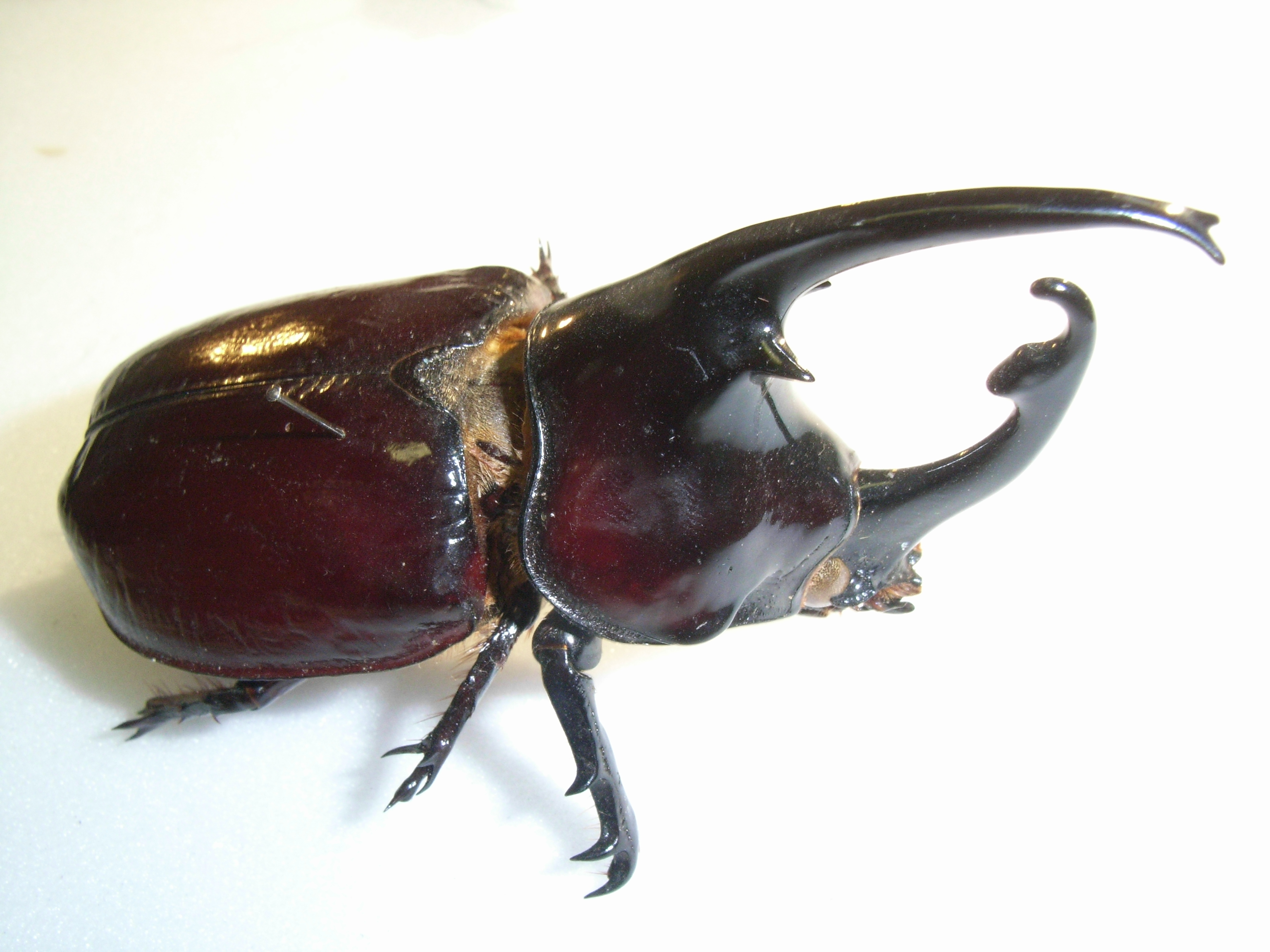